# Kaplica Czaszek w Kutnej Horze
Kaplica Czaszek (czes. kostnice Sedlec), czyli kościół cmentarny Wszystkich Świętych (Hřbitovní kostel Všech Svatých) – kaplica znajdująca się w dzielnicy Sedlec, w mieście Kutná Hora, w kraju środkowoczeskim, w Czechach. 

## Opis
W kaplicy znajdują się szczątki 40–70 tys. ofiar epidemii dżumy z połowy XIV w., wojen husyckich w XV w. oraz wojny trzydziestoletniej w XVII w. Czaszki i kości zmarłych posłużyły jako materiał konstrukcyjny dla stworzenia niemal całego wystroju obiektu, w tym kapliczek, ołtarzy, żyrandoli, herbu rodowego książąt Schwarzenbergów oraz „podpisu” Františka Rinta, autora wystroju Kaplicy. Kutnohorskie ossuarium nie pełni funkcji sakralnych i traktowane jest jako ekscentryczna atrakcja turystyczna.

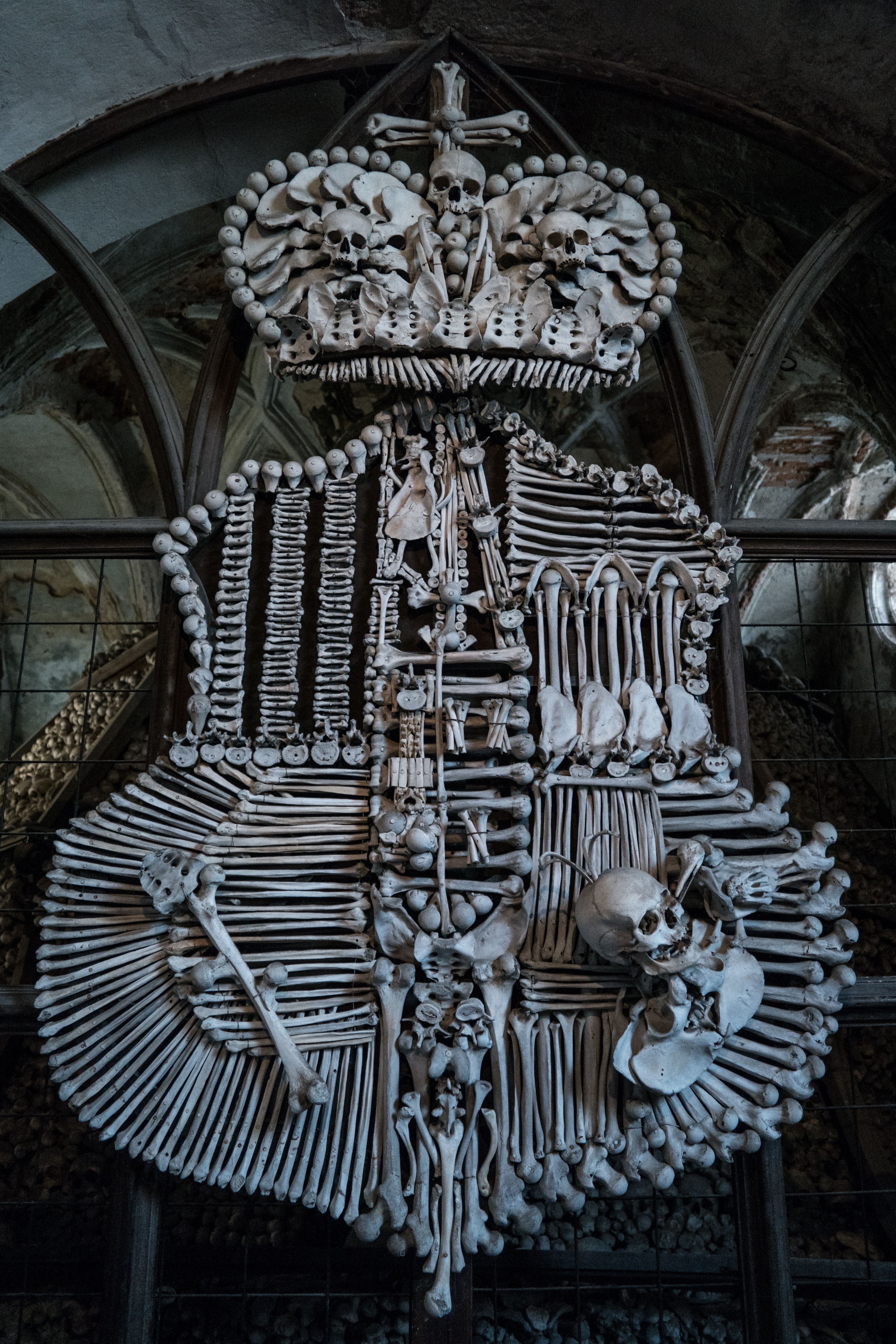
Herb von Schwarzenberg
Herb von Schwarzenberg
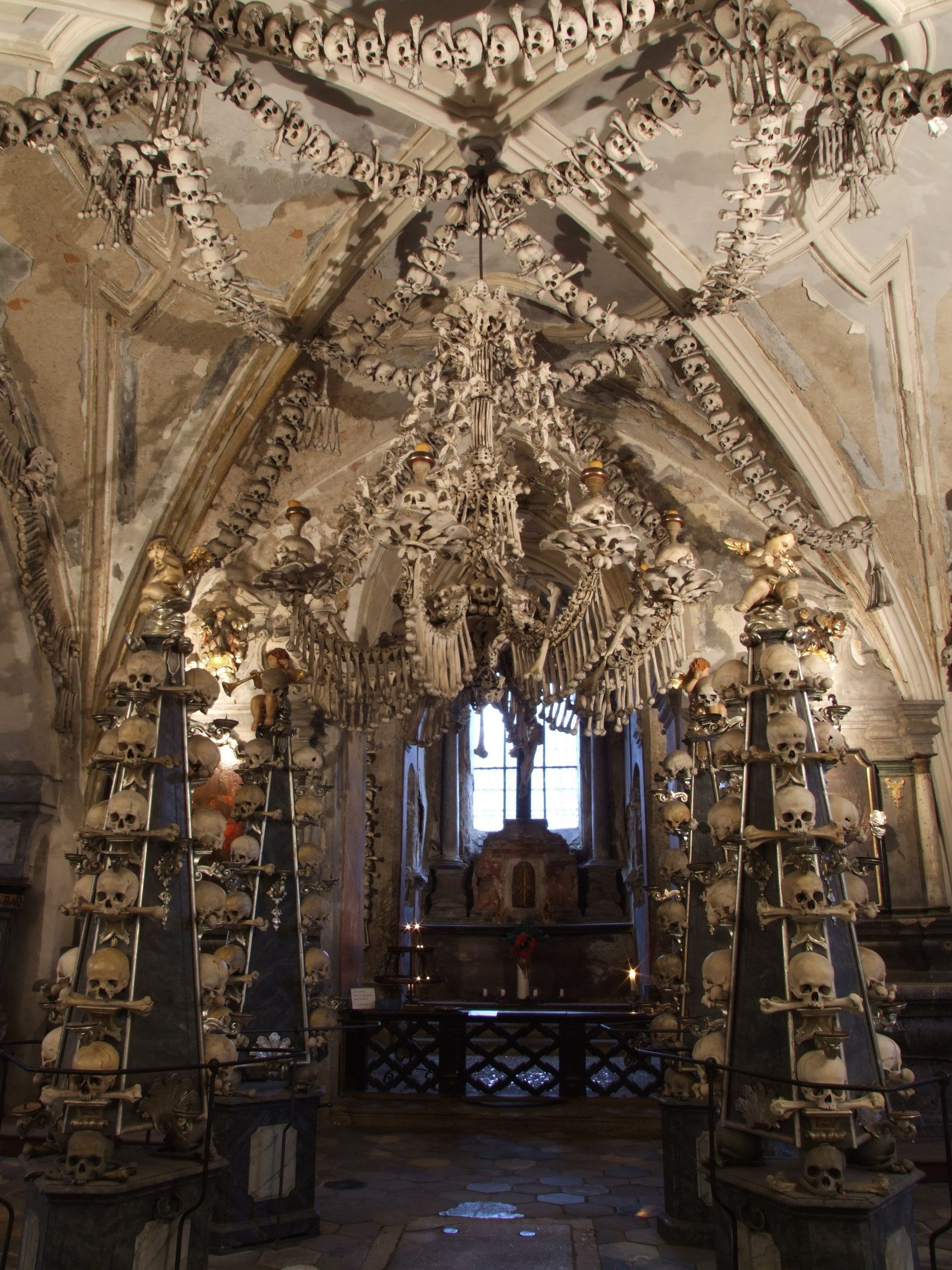
Wnętrze kaplicy
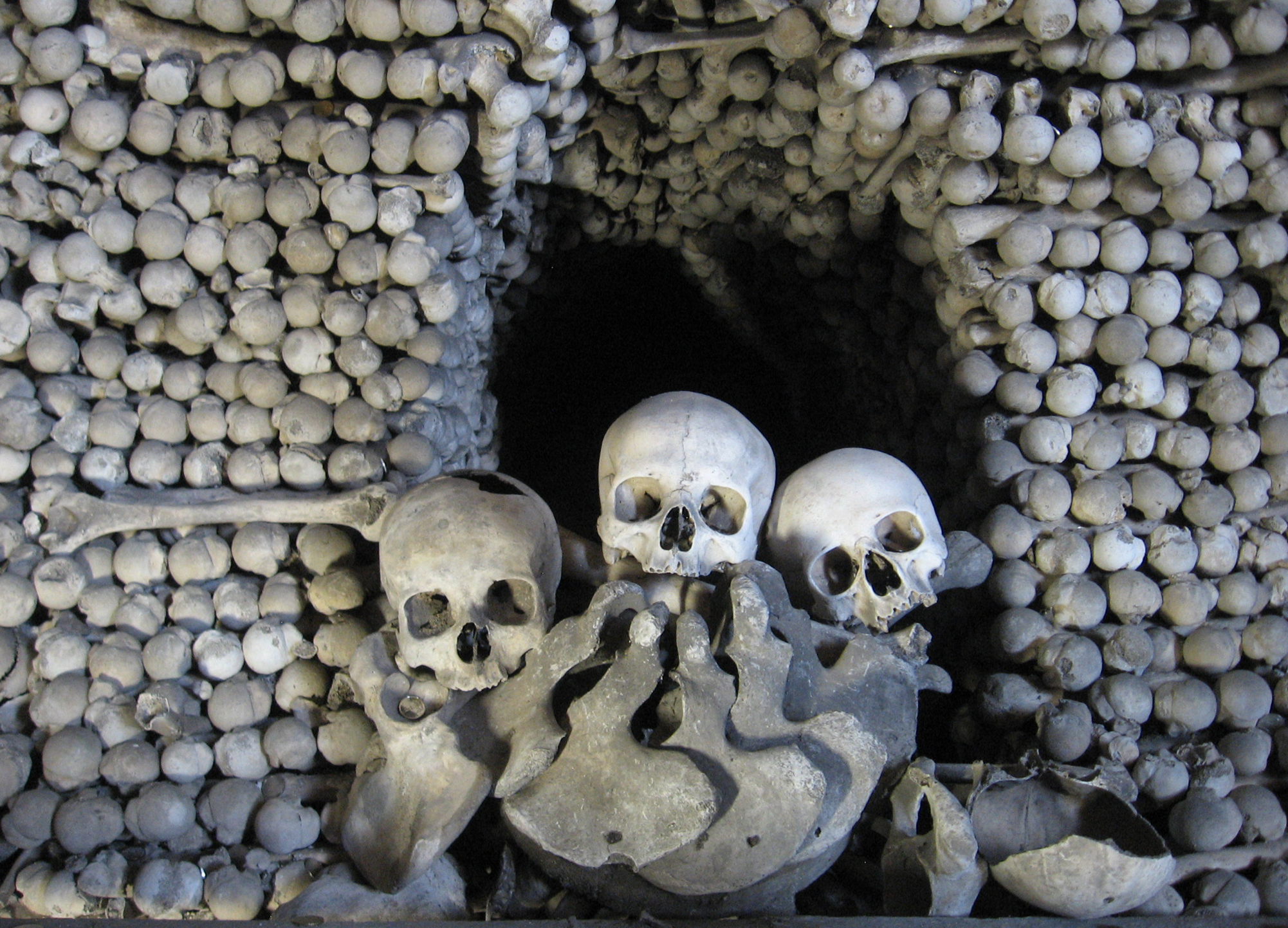
Kości i czaszki w kaplicy